# Jay Miner

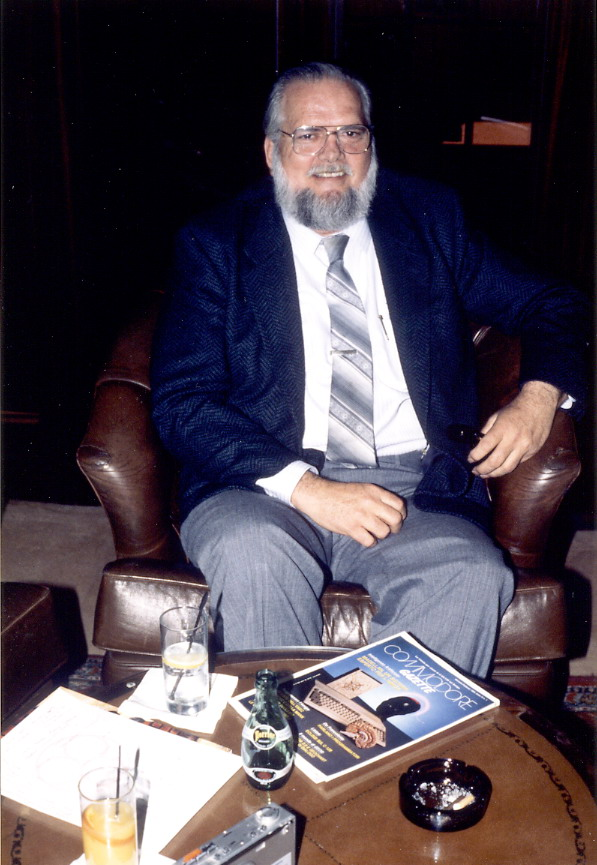
Jay Miner (1990)

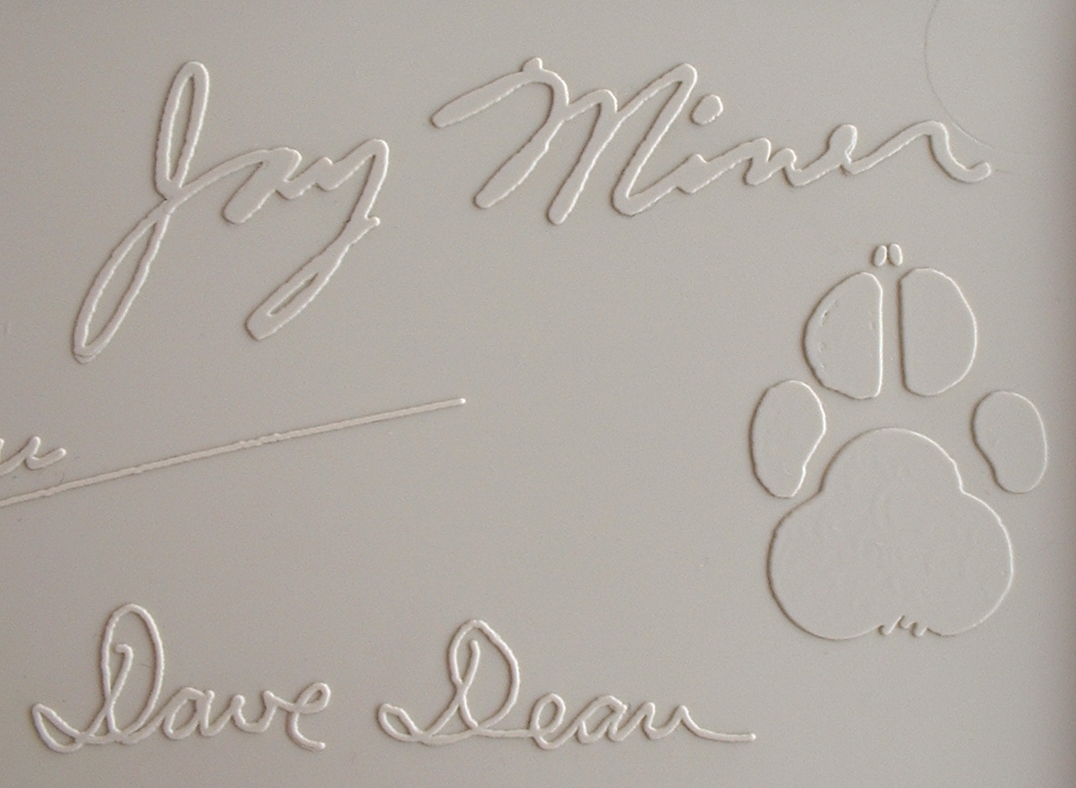
Unterschrift von Jay Miner auf einem "Revision A" Amiga.

Jay „Glenn“ Miner (* 31. Mai 1932 in Prescott, Arizona; † 20. Juni 1994 in Mountain View, Kalifornien) war ein amerikanischer Chipdesigner und gilt unter anderem als Vater des Heimcomputers Amiga.

## Leben
Nach dem Abschluss des Studiums zum Ingenieur der Elektrotechnik 1958 an der Universität von Kalifornien in Berkeley arbeitete Miner bei verschiedenen Firmen, wo er u. a. digitale Voltmeter und elektronische Taschenrechner entwickelte. Mitte der 1970er Jahre ging Miner zu Atari. Dort war er an der Entwicklung des VCS (Video Computer System) beteiligt. Später entwickelte er die zentralen Bausteine der Atari-400- und Atari-800-Reihe (ANTIC und GTIA).
Nachdem Miner Atari verlassen und zwischenzeitlich Chips für Herzschrittmacher entwickelt hatte, gründete er 1982 zusammen mit anderen die Firma HiToro, die später in Amiga umbenannt wurde. Vor allem zur Tarnung entwickelte das Unternehmen Joysticks und andere Hardware für Computer- und Videospiele, insgeheim wurde jedoch an einer neuen Computerplattform gearbeitet. Während die Geldgeber eine Videospielkonsole wünschten, war Miners Ziel die Entwicklung eines vollständigen Computers. Unter Miners Führung wurden die Spezialchips („Custom Chips“) entwickelt, die dem späteren Amiga-Computer damals unerreichte Grafik- und Soundmöglichkeiten verliehen. Auch nach dem Aufkauf von Amiga durch Commodore International arbeitete Miner an „seinem“ Computer weiter.
Einer seiner engsten Mitarbeiter war dabei sein kleiner Hund 'Mitchy', der immer bei ihm war und der bei schwierigen Entscheidungen von seinem Herrchen befragt wurde. Zur Anwendung kam dann i.a. die Lösung, bei der 'Mitchy' sein Einverständnis gezeigt hatte. Daher ist er wohl nicht zu Unrecht auch als Entwickler – per Pfotenabdruck – im Inprint der Geräte verewigt.
1989 verließ Miner aufgrund gesundheitlicher Probleme sowie Meinungsverschiedenheiten mit dem Management Commodore. 1990 musste ihm eine Niere seiner Schwester eingepflanzt werden. Als letztes Projekt entwickelte er einen Defibrillator. 1994 starb Jay Miner an Nierenversagen.